# Paulaner (piwo)
Paulaner – niemieckie piwo produkowane przez monachijski browar Paulaner, w Polsce dystrybuowane przez Grupę United Beverages.
Historia Paulanera sięga XVII wieku. Pierwszy oficjalny dokument opisujący istnienie na peryferiach Monachium browaru prowadzonego przez zakon minimitów (zakon ten nazywa się po niemiecku Paulanerorden i nie należy go mylić z paulinami) pochodzi z 1634 roku. Warzyli oni wtedy cieszące się popularnością mocne piwo Salvator (Zbawiciel), konsumowane szczególnie w okresie wielkiego postu. Na początku XIX wieku browar stał się przedsiębiorstwem świeckim, obecnie należy do BHI (Brau Holding International AG), w którym 49,9% udziałów ma holenderski koncern Heineken.
Od 1810 roku marka Paulaner jest ściśle związana z monachijskim świętem piwa Oktoberfest. Paulaner jest jednym z sześciu tradycyjnych browarów, które podczas Oktoberfestu mogą serwować swoje piwa, warzone zgodnie z Bawarskim Prawem Czystości z 1516 roku i podobną normą niemiecką z 1906 roku.
W czasie II wojny światowej monachiski budynek browaru został zniszczony przez bomby. W 2017 ukończono renowację obiektu. 
W 2010 roku w Niemczech piwa Paulaner zajęły 8. miejsce w zestawieniu najczęściej spożywanych marek. Browar Paulaner sprzedał wtedy ponad 2,1 mln hektolitrów piwa, a jego produkty eksportowano do 70 krajów.

## Paulaner w Polsce
W Polsce dostępne są dwa gatunki pszenicznego Paulanera:
- Paulaner Hefe-Weissbier Naturtrüb – obj. alkoholu 5,5%, zaw. ekstraktu 12,5% – białe piwo z dodatkiem specjalnego szczepu drożdży oraz słodu pszenicznego, charakteryzujące się nieprzejrzystą, jasną barwą. Naturalne zmętnienie wynika z faktu, że podczas produkcji tego rodzaju Paulanera nie stosuje się filtracji, dzięki czemu jest on bogaty w witaminy i mikroelementy[7]. „Ma korzenny zapach z nutą goździków, ukrywającą się w tle miodową słodyczą i akcentami bananów. Smak jest cierpki, orzeźwiająco owocowy”[1].
- Paulaner Hefe-Weissbier Dunkel – obj. alkoholu 5,3%, zaw. ekstraktu 12,4% – zawiera więcej ciemnego słodu pszenicznego niż tradycyjny Hefe-Weissbier Naturtrüb, dzięki czemu Dunkel ma kasztanową barwę oraz wyrazisty, bardziej zdecydowany smak[7].

Oba rodzaje dostępne są w butelkach 0,4 oraz 0,5 l (butelka 0,5 l przede wszystkim w Niemczech), a Hefe-Weissbier Naturtrüb dodatkowo w kegu 20 l oraz (na terenie Niemiec) w butelkach 0,33 l oraz puszkach 0,5 l